# Ain't Misbehavin' (musical)
Ain't Misbehavin' è un musical con musica di Fats Waller e libretto di Richard Maltby Jr. e Murray Horwitz. Il musical ha debuttato all'Ambassador Theatre di New York nel maggio 1978 ed è rimasto in scena per 1604 repliche. Il musical ha vinto tre Tony Awards, tra cui miglior musical.
Tra il 2011 e il 2013 la versione del musical prodotta dall'impresario teatrale Peter Klein ha raggiunto la Turchia, la Francia, la Germania, l'Italia, la Grecia, la Spagna, Israele, e l'Ungheria.